# Léonard Forest
Pour les articles homonymes, voir Forest.
Léonard Forest, né le 17 janvier 1928 à Chelsea au Massachusetts (États-Unis) et mort le 19 mars 2024, est un artiste, poète et cinéaste acadien d'expression française. 

## Biographie
Léonard Forest naît le 17 janvier 1928 à Chelsea au Massachusetts mais sa famille, d'origine acadienne, déménage à Moncton au Nouveau-Brunswick, alors qu'il est âgé de dix-huit mois. Il suit un cours classique au Collège Saint-Joseph de Memramcook, où il découvre le cinéma. Il y crée un cinéclub qui fait scandale et rédige une chronique de cinéma dans L'Évangéline. En 1950, il décide de ne pas terminer sa deuxième année au collège et de continuer à travailler. Il est engagé comme journaliste par le poste de radio anglophone CFCF de Moncton l'année suivante.
Il est embauché par l'Office national du film du Canada (ONF) en 1953. Il est en 1958-1959 le directeur du programme général de la Production française et directeur de l'équipe de télévision française de l'Office national du film du Canada. Il est un des instigateurs de la régionalisation de l'ONF avec l'ouverture de bureaux francophones en Acadie (à Moncton) et en Ontario et Ouest (à Toronto). De plus, il préside à la restructuration du Groupe de recherche sociale qui devient le programme «Société nouvelle» (Challenge for Change). De 1973 à 1975, il est le directeur du Comité du programme de la Production française, toujours à l'ONF. Il est également le président fondateur du Syndicat général du cinéma et de la télévision. Il prend sa retraite de l'ONF en 1983 après avoir travaillé sur plus de 130 films, que ce soit comme scénariste, producteur, réalisateur ou monteur. Parmi ses réalisations se trouvent Les Aboiteaux (1955), Pêcheurs de Pombcoup (1956), Les Acadiens de la dispersion (1968), La Noce est pas finie (1969) et Un soleil pas comme ailleurs (1972).
La Noce est pas finie (1969) est un film phare de l'histoire du cinéma canadien. Utilisant le psychodrame de Moreno pour ébaucher une nouvelle approche au sein du programme de films de Société nouvelle (Challenge for Change), Léonard Forest explore une forme expérimentale de résolution de conflit à l'aide du cinéma documentaire.
Depuis les années 1960, il publie plusieurs poèmes, essais et nouvelles, notamment dans Écrits du Canada français, Liberté, Châtelaine, Saturday Night et Parallèle. Publié en 1973, son recueil de poésie Saisons antérieures, chante l'Acadie, la mer et le village fictif de Lachigan-sur-mer dans une langue soutenue ou même précieuse. Son recueil Comme en Florence en 1979. À sa retraite, il se consacre à d'autres projets dont l'écriture. Ses deux recueils sont réédités en 2001 sous le titre Le Pommier d'or. Léonard Forest recherche l'harmonie à la fois au niveau du style et du contenu et son œuvre se rapproche plus de celle du Québécois Gatien Lapointe que de ses contemporains. Ses poèmes, de par leur douceur et leur nostalgie de l'Acadie historique, s'opposent à ses films, militants comme l'a voulu l'esprit de l'ONF.
L'Université de Moncton lui décerne un doctorat honorifique en 1992. L'ONF lui consacre en 2006 un coffret avec dix de ses réalisations cinématographiques. En 2016, il est récipiendaire d'un Prix Hommage aux Éloizes pour l'ensemble de sa carrière.
Léonard Forest meurt le 19 mars 2024 à l'âge de 96 ans. Il habitait depuis son enfance à Moncton au Nouveau-Brunswick (Canada).

## Filmographie (partielle)

### À titre de réalisateur
- La femme de ménage (1954)
- Les aboiteaux (1955) coréalisé avec Roger Blais
- Pêcheurs de Pomcoup (1956)
- Le monde des femmes (1956)
- Amitiés haïtiennes (1957)
- The whole world over (1957)
- Bonjou' soleil (1957)
- À la recherche de l'innocence (1963)
- Mémoire en fête (1964)
- Les Acadiens de la dispersion (1968)
- Acadie libre (1969)
- Out of silence (1970)
- La noce est pas finie (1971)
- Un soleil pas comme ailleurs (1972)
- Saint-Jean-sur-Ailleurs (1980)
- Portrait : Gerald Squires of Newfoudland (1980)

### À titre de scénariste
- Les aboiteaux (1955)
- Les midinettes (1955)
- Pêcheurs de Pomcoup (1956)
- La vie est courte (1956)
- Amitiés haïtiennes (1957)
- Bonjou' soleil (1957)
- L'héritage (1960)
- À la recherche de l'innocence (1964)
- Mémoire en fête (1964)
- Les Acadiens de la dispersion (1968)
- Un soleil pas comme ailleurs (1972)
- Saint-Jean-sur-ailleurs (1980)
- Portrait : Gerald Squires of Newfoudland (1980)

### À titre de producteur (liste partielle)
- Ti-Jean au pays du fer (1958)
- Panoramique série de six films pour la télévision (1957-1958), comprend:
- * Les Brûlés
  - Le Maître du Pérou
  - Il était une guerre
  - Les Mains nettes
  - Les 90 jours
- Le monde du travail cinq films (1957-1958)
- L'Urbanisme (1957-1958)
- La drave (1957-1958)
- Série «Profils et Paysages» (1958-1959), comprend, entre autres:
  - Germaine Guèvremont, romancière
  - John Lyman, peintre
  - Félix Leclerc, troubadour
  - Charles Forest, curé-fondateur
  - Fred Barry, comédien
  - Henri Gagnon, organiste
  - Marius Barbeau, anthropologue
  - Pierre Beaulieu, agriculteur
  - Lionel Groulx, historien I
  - Lionel Groulx, historien II
  - Les Petites Sœurs, religieuses cloîtrées
  - Georges Vanier, soldat, diplomate et gouverneur-général
  - Édouard Simard, industriel I
  - Édouard Simard, industriel II
  - St-Denys Garneau, poète
  - Wilfred Pelletier, musicien
  - Alfred Desrochers, poète
  - Cyrias Ouellet, homme de science
- Une île du St-Laurent (1958)
- La canne à pêche (1959)
- Normétal (1959)
- L'immigré (1959)
- La canne à pêche (1959)
- Au bout de ma rue (1960)
- L'héritage (1960)
- La misère des autres (1960)
- Je, de Louis Portugais (1960)

## Ouvrages publiés
- Saisons antérieures poésie (1973) aux Éditions d'Acadie
- Comme en Florence poésie (1980) a obtenu le prix France-Acadie
- La jointure du temps essais (1998) aux Éditions Perce-Neige, a obtenu le Prix Champlain en 1999
- Le pommier d'août poésie (2001) aux Éditions Perce-Neige
- Les trois pianos enfants (2003) aux Éditions Bouton d'or Acadie
- Ni queue ni tête enfants (2004) aux Éditions Bouton d'or Acadie